# Holland's Next Top Model (mùa 13)
Mùa thứ mười ba của Holland's Next Top Model được công chiếu vào ngày 5 tháng 9 năm 2022 trên kênh Videoland. Loiza Lamers thay thế Anna Nooshin làm người dẫn chương trình. Ban giám khảo được làm mới và bao gồm Guillame Philibert Chin, Phillippe Vogelzang và Yolanda Hadid.
Giải thưởng của mùa này gồm một hợp đồng người mẫu với The Movement Models và được xuất hiện độc quyền trên 6 trang biên tập của tạp chí Vogue.
Điểm đến quốc tế của mùa này là Athens dành cho top 7.
Người chiến thắng trong cuộc thi là Lando van der Schee, 22 tuổi đến từ Enschede.

## Các thí sinh
(Tuổi tính từ ngày dự thi)
| Thí sinh | Thí sinh            | Tuổi | Chiều cao               | Quê quán   | Bị loại ở | Hạng  |
| -------- | ------------------- | ---- | ----------------------- | ---------- | --------- | ----- |
|          | Shané van den Brom  | 22   | 1,75 m (5 ft 9 in)      | Amsterdam  | Tập 1     | 17–15 |
|          | Hamdi Abdullah      | 20   | 1,82 m (5 ft 11+1⁄2 in) | Breda      | Tập 1     | 17–15 |
|          | Davey Janssen       | 20   | 1,83 m (6 ft 0 in)      | Amsterdam  | Tập 1     | 17–15 |
|          | Jerrold Gunther     | 23   | 1,91 m (6 ft 3 in)      | Amsterdam  | Tập 2     | 14    |
|          | Jamilcia Mandinga   | 22   | 1,73 m (5 ft 8 in)      | Amsterdam  | Tập 3     | 13    |
|          | Stijn Wanders       | 21   | 1,87 m (6 ft 1+1⁄2 in)  | Leiderdorp | Tập 4     | 12–11 |
|          | Folmer Boersen      | 19   | 1,83 m (6 ft 0 in)      | Castricum  | Tập 4     | 12–11 |
|          | Rosa van Gessel     | 19   | 1,76 m (5 ft 9+1⁄2 in)  | Amsterdam  | Tập 6     | 10    |
|          | Lisa Fraenk         | 24   | 1,77 m (5 ft 9+1⁄2 in)  | Rotterdam  | Tập 7     | 9–8   |
|          | Winson Ngoh         | 22   | 1,84 m (6 ft 1⁄2 in)    | Dordrecht  | Tập 7     | 9–8   |
|          | Valerie de Ruijter  | 22   | 1,78 m (5 ft 10 in)     | Amsterdam  | Tập 8     | 7     |
|          | Raphael Bouman      | 18   | 1,85 m (6 ft 1 in)      | Amsterdam  | Tập 9     | 6     |
|          | Giel van Asten      | 23   | 1,86 m (6 ft 1 in)      | Maastricht | Tập 10    | 5     |
|          | Esmée Suierveld     | 23   | 1,79 m (5 ft 10+1⁄2 in) | Hoorn      | Tập 11    | 4     |
|          | Jazz Ben-Khalifa    | 26   | 1,70 m (5 ft 7 in)      | Amsterdam  | Tập 12    | 3–2   |
|          | Philip Cossee       | 20   | 1,84 m (6 ft 1⁄2 in)    | Apeldoorn  | Tập 12    | 3–2   |
|          | Lando van der Schee | 22   | 1,76 m (5 ft 9+1⁄2 in)  | Enschede   | Tập 12    | 1     |

## Thứ tự gọi tên
| 1  | Jamilcia          | Esmée Philip    | Winson  | Lisa          | Esmée Rosa Winson | Philip  | Giel        | Esmée   | Lando   | Lando  | Lando  | Lando       |  |  |  |  |  |  |  |
| 2  | Philip            | Esmée Philip    | Valerie | Philip        | Esmée Rosa Winson | Lando   | Valerie     | Philip  | Philip  | Philip | Philip | Jazz Philip |  |  |  |  |  |  |  |
| 3  | Winson            | Lando Winson    | Lando   | Lando         | Esmée Rosa Winson | Giel    | Lando       | Raphael | Jazz    | Jazz   | Jazz   | Jazz Philip |  |  |  |  |  |  |  |
| 4  | Esmée             | Lando Winson    | Lisa    | Jazz          | Lando             | Jazz    | Raphael     | Jazz    | Esmée   | Esmée  | Esmée  |             |  |  |  |  |  |  |  |
| 5  | Folmer            | Raphael Rosa    | Stijn   | Esmée Raphael | Raphael           | Esmée   | Esmée       | Giel    | Giel    | Giel   |        |             |  |  |  |  |  |  |  |
| 6  | Raphael           | Raphael Rosa    | Jazz    | Esmée Raphael | Philip            | Raphael | Jazz        | Lando   | Raphael |        |        |             |  |  |  |  |  |  |  |
| 7  | Jerrold           | Folmer Jamilcia | Raphael | Giel          | Jazz              | Lisa    | Philip      | Valerie |         |        |        |             |  |  |  |  |  |  |  |
| 8  | Rosa              | Folmer Jamilcia | Esmée   | Winson        | Giel              | Winson  | Lisa Winson |         |         |        |        |             |  |  |  |  |  |  |  |
| 9  | Lisa              | Lisa            | Giel    | Valerie       | Lisa Valerie      | Valerie | Lisa Winson |         |         |        |        |             |  |  |  |  |  |  |  |
| 10 | Lando             | Jerrold         | Philip  | Rosa          | Lisa Valerie      | Rosa    |             |         |         |        |        |             |  |  |  |  |  |  |  |
| 11 | Davey Hamdi Shané |                 | Folmer  | Folmer Stijn  |                   |         |             |         |         |        |        |             |  |  |  |  |  |  |  |
| 12 | Davey Hamdi Shané | Rosa            |         |               |                   |         |             |         |         |        |        |             |  |  |  |  |  |  |  |
| 13 | Davey Hamdi Shané | Jamilcia        |         |               |                   |         |             |         |         |        |        |             |  |  |  |  |  |  |  |

     Thí sinh bị loại
     Thí sinh được gọi trước khi bước vào ban giám khảo và được coi là an toàn
     Thí sinh không bị loại khi rơi vào cuối bảng
     Thí sinh chiến thắng cuộc thi
1. ↑  Trong tập 3, Giel, Jazz, Stijn & Valerie được thêm vào cuộc thi.

### Buổi chụp hình
- Tập 1: Ảnh thẻ chân dung tự nhiên
- Tập 2: Ảnh chân dung theo cặp
- Tập 3: Diện mạo mới
- Tập 4: Thời trang queer
- Tập 5: Con cừu đen trong gia đình
- Tập 6: Catalog cho Filling Pieces
- Tập 7: Bảy tội lỗi chết người
- Tập 8: Trang biên tập cho tạp chí Vogue
- Tập 9: Áo tắm
- Tập 10: Ảnh trắng đen chân dung và toàn thân biểu cảm
- Tập 11: Những vị thần trước gương phản chiếu